# Miguel Baeza
Miguel Baeza (Fort Lauderdale, 23 de agosto de 1992) é um lutador profissional de artes marciais mistas que atualmente compete pelo UFC na categoria dos meio-médios.

## Carreira no MMA

### UFC
Baeza fez sua estreia no UFC em 12 de outubro de 2019 contra Hector Aldana, no UFC Fight Night: Joanna vs. Waterson. Ele venceu por nocaute técnico no segundo round.
Sua segunda luta veio em 16 de maio de 2020 contra Matt Brown no UFC on ESPN: Overeem vs. Harris. Baeza venceu por nocaute técnico no segundo round.

## Cartel no MMA
| Cartel no MMA   |             |            |
| 12 lutas        | 10 vitórias | 2 derrotas |
| Por nocaute     | 7           | 1          |
| Por finalização | 1           | 0          |
| Por decisão     | 2           | 1          |

| Res.    | Cartel | Oponente             | Método                                         | Evento                                  | Data       | Round | Tempo | Local                    | Notas                    |
| ------- | ------ | -------------------- | ---------------------------------------------- | --------------------------------------- | ---------- | ----- | ----- | ------------------------ | ------------------------ |
| Derrota | 10-2   | Khaos Williams       | Nocaute Técnico (socos)                        | UFC Fight Night: Holloway vs. Rodriguez | 13/11/2021 | 3     | 1:02  | Las Vegas, Nevada        |                          |
| Derrota | 10-1   | Santiago Ponzinibbio | Decisão (unânime)                              | UFC Fight Night: Rozenstruik vs. Sakai  | 13/11/2021 | 3     | 5:00  | Las Vegas, Nevada        |                          |
| Vitória | 10-0   | Takashi Sato         | Finalização (triângulo de mão)                 | UFC on ESPN: Smith vs. Clark            | 28/11/2020 | 2     | 4:28  | Las Vegas, Nevada        | Performance da Noite.    |
| Vitória | 9-0    | Matt Brown           | Nocaute (soco)                                 | UFC on ESPN: Overeem vs. Harris         | 16/05/2020 | 2     | 0:18  | Jacksonville, Flórida    |                          |
| Vitória | 8-0    | Hector Aldana        | Nocaute Técnico (chute na perna e cotoveladas) | UFC Fight Night: Joanna vs. Waterson    | 12/10/2019 | 2     | 2:32  | Tampa, Flórida           | Estreia no UFC.          |
| Vitória | 7-0    | Victor Reyna         | Decisão (unânime)                              | Dana White's Contender Series 3         | 25/06/2019 | 3     | 5:00  | Las Vegas, Nevada        |                          |
| Vitória | 6-0    | Matthew Colquhoun    | Nocaute (soco)                                 | XFN 22 - Xtreme Fighting Nation 22      | 15/12/2018 | 1     | 3:31  | Fort Lauderdale, Flórida |                          |
| Vitória | 5-0    | Leo Valdivia         | Decisão (dividida)                             | Fight Time Promotions - Fight Time 37   | 01/09/2017 | 3     | 5:00  | Fort Lauderdale, Flórida |                          |
| Vitória | 4-0    | Augustus D'Angelo    | Nocaute Técnico (socos)                        | Fight Time Promotions - Fight Time 36   | 07/04/2017 | 2     | 1:14  | Fort Lauderdale, Flórida |                          |
| Vitória | 3-0    | Mike D'Angelo        | Nocaute (socos)                                | Fight Time Promotions - Fight Time 33   | 21/10/2016 | 1     | 3:48  | Fort Lauderdale, Flórida |                          |
| Vitória | 2-0    | Emre Orun            | Nocaute (soco)                                 | Titan FC 40                             | 05/08/2016 | 1     | 1:45  | Coral Gables, Flórida    |                          |
| Vitória | 1-0    | John McDonald        | Nocaute Técnico (socos)                        | Rings of Dreams 17                      | 22/08/2015 | 1     | 1:21  | Flórida                  | Estreia nos Meio-Médios. |